# 2012年度叱咤樂壇流行榜頒獎典禮得獎名單
2012年度叱咤樂壇流行榜頒獎典禮由香港商業電台舉辦，於2013年1月1日晚上八時在灣仔香港會議展覽中心 Hall 5BC 舉行。

## 特色

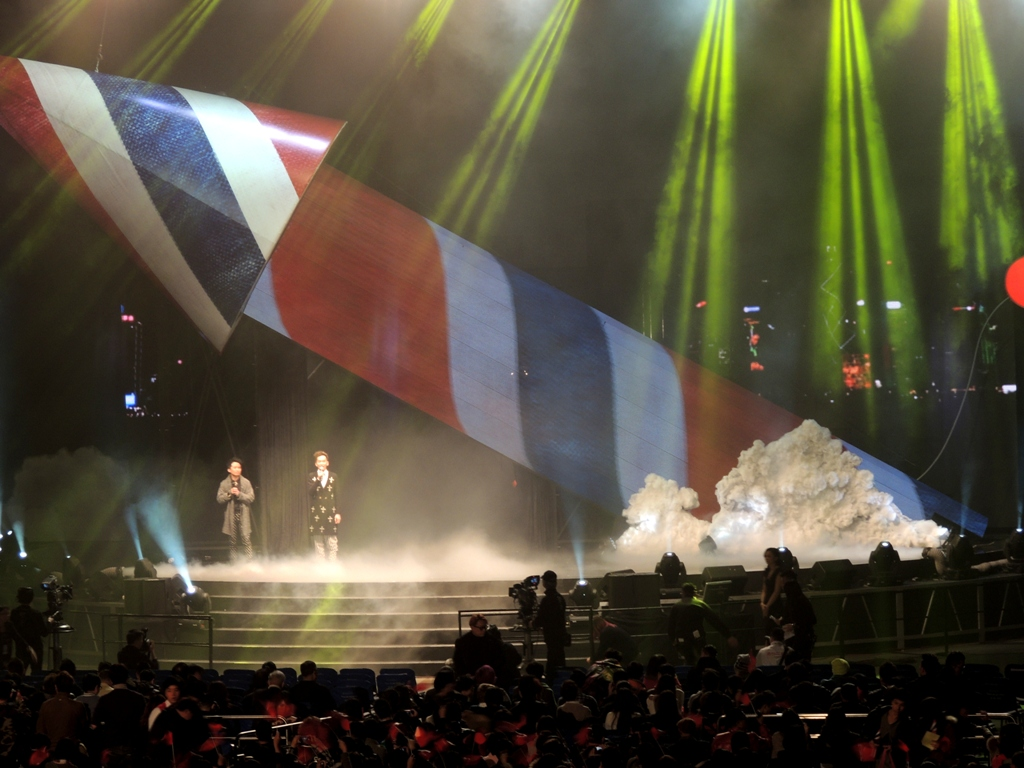
2012年度叱咤樂壇流行榜頒獎典禮舞台

本屆頒獎典禮以「土炮起來」為主題，所謂的「土炮」，意指「本土的事物」，綜合全句「土炮起來」，即是全力支持本土特色創作的意思。

## 直播和轉播
- 叱咤903——聲音直播。
- Hong Kong Toolbar——網路直播。[1]
- 手機程式 Hong Kong Toolbar（Android 用戶）、商台節目重溫 app / Hong Kong Toolbar（iOS用戶）——網路直播
- 商台《大玩派》會員獨家收看高清版直播，及後台得獎歌手即時訪問。
- 今屆自2010年後再次沒有安排任何電視台直播或者轉播，原因是TVB當天要重播《天與地》，跟商台協商不了時間。

## 記者招待會
記者招待會於 2012年10月31日下午1時在九龍灣國際展貿中心舉行。出席歌手包括：容祖兒、許志安、方大同、謝安琪、薛凱琪、王菀之、黃貫中、Mr.、RubberBand、周柏豪、周國賢、吳雨霏、G.E.M.及C AllStar等。當日記招以香港特色為設計重點，場內佈置別具心思，把代表香港本土文化象徵的事物以攤擋形式一一呈現，包括港式冰室、雞蛋仔檔、唱片舖等，而出席歌手每年必備的Dress Code也不或缺，男女歌手分別穿藍及白色，組合則穿藍色，迎合大會主題。

## 「我最喜愛的」投票
本年度叱咤樂壇流行榜頒獎典禮之「我最喜愛的男、女歌手、組合、歌曲」獎項經由香港聽眾透過my903.com、Hong Kong Toolbar（手機版/網上版）或「商台節目重溫」之手機應用程式進行投票，而今年將會與手機應用程式「微信」合作增設一投票獎項名為「WeChat Chit Chat 樂壇最熱選歌曲」。

### 「我最喜愛的男、女歌手、組合」投票
第一階段（2012年11月26日中午12時至11月30日中午12時）從本年度903專業推介曾上榜之男、女歌手、組合中選出最後五強進入第二階段。
- 我最喜愛的男歌手（五強）：陳奕迅、方大同、周國賢、周柏豪、羅力威
- 我最喜愛的女歌手（五強）：楊千嬅、容祖兒、何韻詩、王菀之、吳雨霏
- 我最喜愛的組合（五強）：Twins、Mr.、RubberBand、Shine、C AllStar

第二階段（2012年12月3日中午12時至12月7日中午12時）從最後五強中直接選出「我最喜愛的」獎項，結果於頒獎典禮當日公佈。

### 「我最喜愛的歌曲」投票
第三階段（2012年12月10日中午12時至12月15日中午12時）從本年度903專業推介所有曾上榜的歌曲中選出最後二十強，進入最後階段投票。
第四階段（2012年12月17日中午12時至12月28日中午12時）從最後二十強歌曲中一人一票選出最後五強，於頒獎典禮當日由現場觀眾即場票選最終結果。
| 歌曲           | 歌手   | 歌曲     | 歌手          | 歌曲     | 歌手      | 歌曲     | 歌手                  |
| -------------- | ------ | -------- | ------------- | -------- | --------- | -------- | --------------------- |
| 人非草木       | 吳雨霏 | 小伙子     | Supper Moment | 少數     | C AllStar | 年少無知 | 林保怡、陳 豪、黃德斌 |
| 沒有目的地愛了 | 楊千嬅 | 到此為止 | 連詩雅        | 昨天     | Mr.       | 柚子     | ILUB                  |
| 為執著乾杯     | 藍奕邦 | 重口味   | 陳奕迅        | 時空     | 周國賢    | 留白     | 王菀之                |
| 無力挽回       | 周柏豪 | 無臉人   | 何韻詩        | 愛你     | Kimberley | 睜開眼   | RubberBand            |
| 親             | 楊千嬅 | 雙子情歌 | 羅力威        | 霧裡看花 | 容祖兒    | 戀無可戀 | 古巨基                |

### 「WeChat Chit Chat 樂壇最熱選歌曲」投票
第四階段（2012年12月17日中午12時至12月28日中午12時）本年度與「微信」合作之新增設獎項，經由全球微信用戶投票選出。於投票期間登入指定投票網站，利用微信手機應用程式進行認証並進入投票版面，從「我最喜愛的歌曲」二十強歌曲中一人一票選出，結果於頒獎典禮當日公佈。

## 得獎名單

### 歌曲獎項

#### 叱咤樂壇至尊歌曲大獎

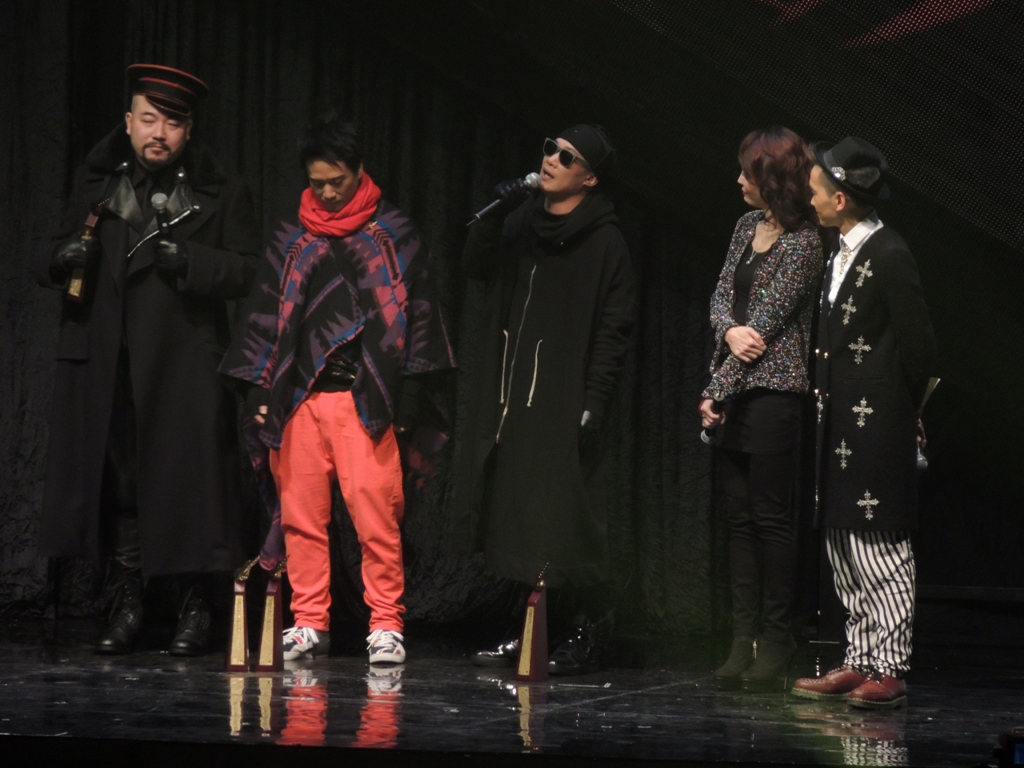
《重口味》獲叱咤樂壇至尊歌曲大獎，黃偉文、Eric Kwok及陳奕迅分享獲獎感受

- 重口味
  - 主唱：陳奕迅
  - 作曲：Swing
  - 填詞：黃偉文
  - 編曲：Swing
  - 監製：Swing、陳奕迅

#### 專業推介．叱十大
| 排名   | 歌曲         | 主唱       | 作曲                | 填詞        | 編曲              | 監製                             |
| ------ | ------------ | ---------- | ------------------- | ----------- | ----------------- | -------------------------------- |
| 第二位 | 睡火山       | 許志安     | 許志安              | 林 夕       | 雷頌德            | 雷頌德                           |
| 第三位 | 留白         | 王菀之     | 常石磊              | 林 夕       | 馮翰銘、常石磊    | 馮翰銘                           |
| 第四位 | 昨天         | Mr.        | Mr.                 | 劉卓輝、Mr. | Mr.               | 舒 文                            |
| 第五位 | Yellow Fever | Dear Jane  | Howie               | 林 寶       | Dear Jane、陳考威 | Dear Jane、陳考威                |
| 第六位 | 爛命鴛鴦     | 劉浩龍     | Eric Kwok           | 黃偉文      | Eric Kwok         | Eric Kwok                        |
| 第七位 | 愛你         | 陳芳語     | Skot Suyama、陳芳語 | 黃祖蔭      | Skot Suyama       | Skot Suyama                      |
| 第八位 | 千紙鶴       | 方大同     | 方大同              | 方文山      | 方大同            | Edward Chan、Charles Lee、方大同 |
| 第九位 | 戀無可戀     | 古巨基     | 方皓玟              | 林 夕       | Johnny Yim        | 古巨基、舒 文                    |
| 第十位 | 山頂嘅朋友   | 草蜢、軟硬 | 周博賢              | 林海峰      | 何秉舜            | 何秉舜                           |

以下所有以粗體顯示的歌名，代表該歌曲為2012年叱咤903專業推介冠軍作品。

### 唱片獎項

#### 叱咤樂壇至尊唱片大獎
- 《Easy》
  - 歌手：RubberBand
  - 唱片監製：RubberBand、雷柏熹、雷頌德
    - 上榜歌曲：Slow & Easy、豬籠墟事變、Easy、睜開眼
    - 演繹作品：Easy

### 幕後獎項

#### 叱咤樂壇作曲人大獎
- Eric Kwok
  - 上榜作品：Intelligent Design、我愛你、明明、白頭到老、碌卡、完、世界拆散我們、信任、The Present、爛命鴛鴦、重口味、正氣歌

#### 叱咤樂壇填詞人大獎
- 林夕
  - 上榜作品：Do Re Mi、陪你倒數、大過天、一覺醒來、路過蜻蜓、親、愛的教育、人非草木、獨行俠侶、下次愛你、大男人情歌、最冷一天、戀無可戀、睡火山、我是個地球人、告別我的戀人們、留白、雙子情歌

#### 叱咤樂壇編曲人大獎
- 馮翰銘
  - 上榜作品：大過天、氾濫、我這一代人、動物農莊、沉迷、Please Say I Do、地球保衛者、新婚快樂、下次愛你、佔領、留白

#### 叱咤樂壇監製大獎
- 舒文
  - 上榜作品：山口百惠、春去也、爆笑一條龍、我要玩、髒話阿七、走獸、第五類、Magic、親、暗號llv、出色、今天終於一人回家、好好過、從此我的世界多了一秒、無所謂、What R We Fighting 4、獨行俠侶、牛仔、初初、昨天、樹藤、Falling、戀無可戀、活著為求甚麼、狠狠、我是個地球人、雙子情歌、冷笑話

### 歌手獎項

#### 叱咤樂壇生力軍男歌手
- 金獎：羅力威
  - 上榜歌曲：全職宅男、暗號llv、無所謂、雙子情歌
  - 演繹歌曲：雙子情歌
- 銀獎：馮允謙
  - 上榜歌曲：今天開始、夜半敲門
  - 演繹歌曲：夜半敲門
- 銅獎：林德信
  - 上榜歌曲：Magic、地球保衛者、新婚快樂
  - 演繹歌曲：Magic

#### 叱咤樂壇生力軍女歌手
- 金獎：陳芳語
  - 上榜歌曲：沒有辦法沒有你、愛你
  - 演繹歌曲：愛你
- 銀獎：鄭嘉嘉
  - 上榜歌曲：親愛的維多利亞、夏天事變
  - 演繹歌曲：夏天事變
- 銅獎：陳僖儀
  - 上榜歌曲：忘川、蜚蜚、Let Me Find Love
  - 演繹歌曲：蜚蜚

#### 叱咤樂壇生力軍組合
- 金獎：Robynn & Kendy
  - 上榜歌曲：小說伴咖啡、翻牆、不用太趕、Say Goodbye
  - 演繹歌曲：小說伴咖啡
- 銀獎：Yellow!
  - 上榜歌曲：差利先生、回憶總是黃色的
  - 演繹歌曲：差利先生
- 銅獎：Super Girls
  - 上榜歌曲：Be My Love、放過我吧
  - 演繹歌曲：Be My Love

#### 叱咤樂壇男歌手
- 金獎：陳奕迅
  - 上榜歌曲：孤獨患者、碌卡、完、信任、最冷一天、重口味
  - 演繹歌曲：完
- 銀獎：方大同
  - 上榜歌曲：愛立刻、I Want You Back、BB88、千紙鶴
- 銅獎：周國賢
  - 上榜歌曲：退化論、Go With The Flow、我是個地球人、時空

#### 叱咤樂壇女歌手
- 金獎：容祖兒
  - 上榜歌曲：山口百惠、我要玩、出色、霧裡看花、途經北海道、正好、加大力度、雙子情歌
  - 演繹歌曲：加大力度（註：容祖兒本來演唱霧裡看花，但因音樂版本問題而改唱加大力度）
- 銀獎：薛凱琪
  - 上榜歌曲：倒刺、9:55pm、All You Need Is Me、冷笑話
- 銅獎：吳雨霏
  - 上榜歌曲：歸宿、告白、人非草木、The Present、狠狠

#### 叱咤樂壇組合
- 金獎：RubberBand

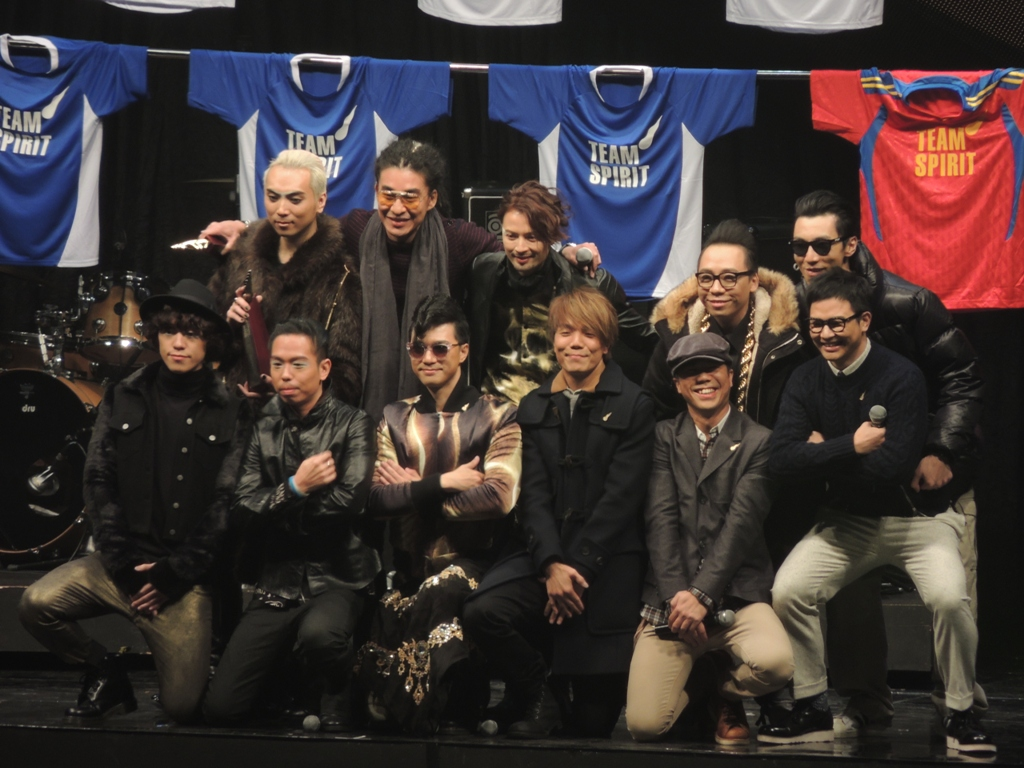
叱咤樂壇組合得獎者合照

  - 上榜歌曲：夥伙、豬籠墟事變、Slow & Easy、Easy、睜開眼
  - 演繹歌曲：睜開眼
- 銀獎：Mr.
  - 上榜歌曲：走獸、What R We Fighting 4、方向感、人一世物一世、昨天
- 銅獎：農夫
  - 上榜歌曲：雙喜臨門、有型仕、心跳回憶、同伴、重新找到你

#### 叱咤樂壇唱作人
- 金獎：方大同

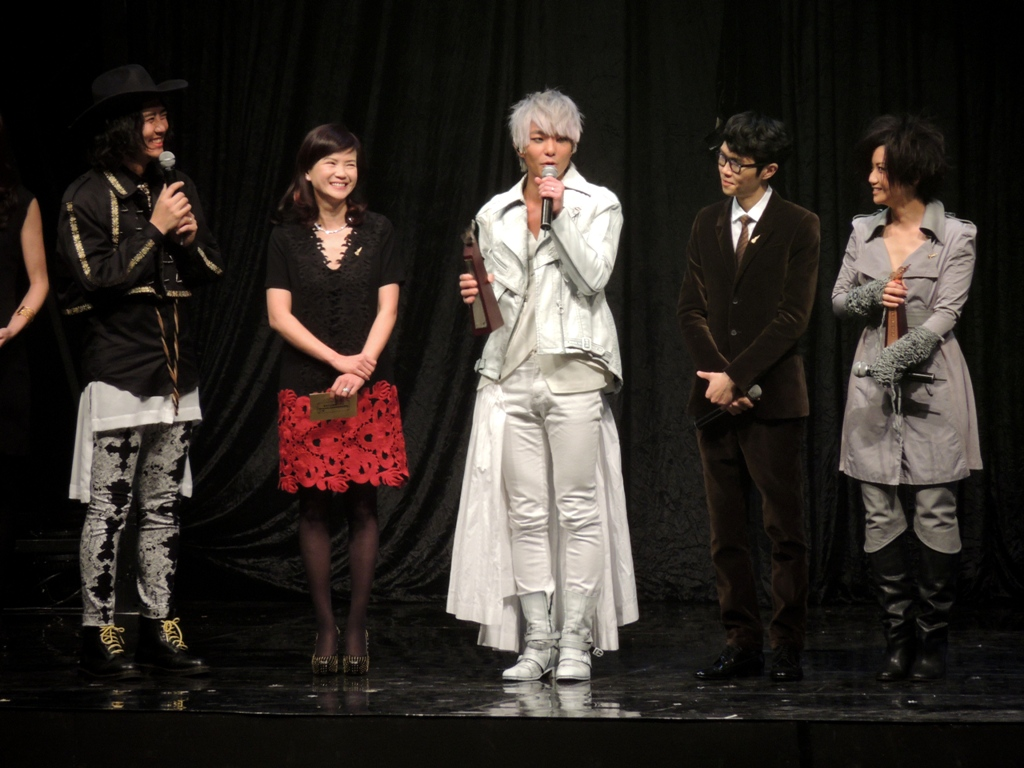
叱咤樂壇唱作人得獎者：方大同、周國賢與盧凱彤

  - 唱作作品：愛立刻、I Want You Back、BB88、千紙鶴
  - 演繹歌曲：等等
- 銀獎：周國賢
  - 唱作作品：退化論、Go With The Flow、我是個地球人、時空
  - 演繹歌曲：Singalongsong
- 銅獎：盧凱彤
  - 唱作作品：你根本不是我的誰、活該活該、誰、一個人回家、卡嚓
  - 演繹歌曲：地下街

### 我最喜愛的獎項

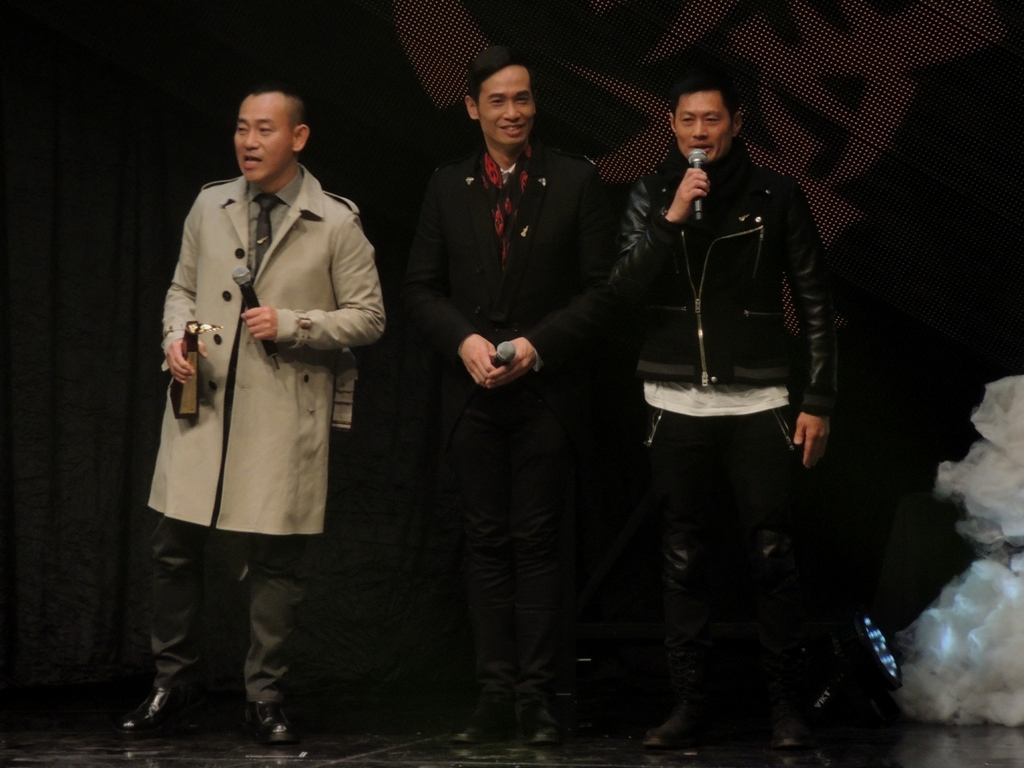
林保怡、陳豪、黃德斌主唱的年少無知獲選為叱咤樂壇我最喜愛的歌曲大獎

#### 叱咤樂壇我最喜愛的歌曲大獎
- 年少無知
  - 主唱：林保怡、陳　豪、黃德斌
  - 作曲：黃貫中
  - 填詞：林若寧
  - 編曲：黃貫中、劉志遠
  - 監製：黃貫中

| 編號 | 歌曲     | 歌手                  | 票數（A區） | 票數（B區） | 票數（C區） | 票數（D區） | 總票數 |
| ---- | -------- | --------------------- | ----------- | ----------- | ----------- | ----------- | ------ |
| A    | 人非草木 | 吳雨霏                | 180         | 162         | 136         | 174         | 652    |
| B    | 年少無知 | 林保怡、陳 豪、黃德斌 | 910         | 907         | 754         | 833         | 3404   |
| C    | 重口味   | 陳奕迅                | 359         | 385         | 282         | 333         | 1359   |
| D    | 雙子情歌 | 羅力威                | 126         | 134         | 101         | 160         | 521    |
| E    | 戀無可戀 | 古巨基                | 146         | 157         | 129         | 139         | 571    |

#### 叱咤樂壇我最喜愛的男歌手
- 陳奕迅
  - 演繹歌曲：非禮
    - 最後五強：陳奕迅、方大同、周國賢、周柏豪、羅力威

#### 叱咤樂壇我最喜愛的女歌手
- 楊千嬅
  - 演繹歌曲：少女的祈禱
    - 最後五強：楊千嬅、容祖兒、何韻詩、王菀之、吳雨霏

#### 叱咤樂壇我最喜愛的組合
- C AllStar
  - 演繹歌曲：少數
    - 最後五強：Twins、Mr.、RubberBand、Shine、C AllStar

### WeChat Chit Chat 樂壇最熱選歌曲
- 年少無知
  - 主唱：林保怡、陳　豪、黃德斌
  - 作曲：黃貫中
  - 填詞：林若寧
  - 編曲：黃貫中、劉志遠
  - 監製：黃貫中

## 外部連結
- 2012年度叱咤樂壇流行榜頒獎典禮官方網站，my903.com